# Вердонк, Рита
Доктор Мария Корнелия Фредерика «Рита» Вердонк (нидерл. Maria Cornelia Frederika (Rita) Verdonk, род. 18 октября 1955, Утрехт) — нидерландский политический и государственный деятель. Министр по вопросам интеграции, реабилитации, профилактики и ювенальной юстиции (2006—2007), министр интеграции и иммиграции (2003—2006), депутат Второй палаты (2007—2010).
В сентябре 2006 года после ухода в отставку в результате политического скандала министра юстиции Пита Хейна Доннера госпожа Вердонк временно исполняла обязанности главы этого ведомства.
13 сентября 2007 года Рита Вердонк была исключена из парламентской фракции Народной партии за свободу и демократию. После неудачной попытки примирения с соратниками по партии министр сама повторно инициировала обсуждение вопроса о собственном членстве в НПСД и покинула партию.
В октябре 2007 года Вердонк объявила о создании собственного политического движения — «Гордость за Нидерланды» (Trots op Nederland) — и заявила о намерении участвовать в очередных парламентских выборах.

## Долгий путь в большую политику
Рита Вердонк родилась в 1955 года в нидерландском Утрехте. В юности посещала утрехтский колледж им. Нилса Стенсена, а затем продолжила обучение на социологическом факультете Университета в Неймегене. Во время учёбы Вердонк поддерживала тесные контакты с различными студенческими и общественными организациями, близкими ультралевой Пацифистской социалистической партии Нидерландов. За активное участие в митингах и демонстрациях она получила прозвище «Красная Рита».
После окончания университета в 1983 г. госпожа Вердонк перешла на работу в департамент исправительных учреждений министерства юстиции Нидерландов. В 1984 г. она была назначена ассистентом директора Схевенингенского центра временного содержания заключенных. В 1988 г. избрана членом наблюдательного совета тюрьмы «De Schie» в Роттердаме, а в 1992 г. переведена в департамент по делам молодёжи и здравоохранения нидерландского минюста, где доросла до поста заместителя начальника учреждения. В 1996 г. Вердонк возглавила департамент государственной безопасности министерства внутренних дел. В 1999—2003 гг. работала в частном секторе и занимала пост старшего менеджера/директора консалтинговой компании KPMG (с 2002 г. Atos KPMG Consulting).

## Министр иммиграции и интеграции
В 2003 г. Вердонк была назначена министром иммиграции и интеграции. За свою настойчивость и бескопромиссность она вскоре завоевала себе репутацию непримиримого борца за ограничение притока мигрантов и получила новое прозвище «железной Риты» (IJzeren Rita). Вердонк пользовалась чрезвычайно широкой поддержкой электората, впрочем многие избиратели считали её стиль руководства популистским и чересчур эмоциональным. «Железная Рита» неоднократно становилась объектом атаки со стороны ультралевых активистов, и после нескольких подобных инцидентов, совпавших по времени с убийством Пима Фортёйна в 2002 г. и Тео ван Гога в 2004 г., нидерландская полиция взяла министра под усиленную охрану. 4 июня 2008 г. по решению кабинета министров охрана была снята в связи со снижением уровня общественной опасности.
Айян Хирси Али
16 мая 2006 г. видные политические соратники по партии НПСД — член парламента Айаан Хирси Али и вице-премьер Геррит Залм — подвергли Риту Вердонк жёсткой критике. Дело в том, что, руководствуясь определением Верховного суда, госпожа Вердонк заявила в прессе, что Хирси Али в действительности никогда не получала нидерландского гражданства. В соответствии с судебным определением, без наличия особых смягчающих обстоятельств решение государственных органов о предоставлении нидерландского гражданства не имеет юридической силы в том случае, если при подаче соответствующего прошения иностранец не назвал своего настоящего имени и даты рождения. Как раз незадолго до этого Хирси Али в эфире нидерландского телевидения публично призналась, что в своё время солгала миграционному ведомству, указав неверные паспортные данные. Решение министра иммиграции о лишении Али гражданства вызвало волну острых политических дебатов: вице-премьер Залм выразил удивление тем, что события, о которых было известно ещё много лет назад, внезапно вызвали столь решительные и неосторожные действия со стороны Вердонк. Он подверг сомнению правомочность действий министра и выразил сомнение в её способности возглавил список НПСД на предстоящих парламентских выборах.
На специально созванной в связи с делом Хирси Али парламентской сессии Вердонк оправдывалась тем, что у неё не оставалось другого выбора, кроме как принять такое решение, поскольку нидерландский паспорт Хирси Али содержал неверную информацию. В ответ некоторые депутаты второй палаты обвинили «железную Риту» в неуёмных политических амбициях и желании устранить лишних соперников в борьбе за внутрипартийное лидерство. Оказавшись под шквалом резкой критики, Вердонк пообещала повторно рассмотреть скандальное дело и найти возможные варианты достижения взаимоприемлемого компромисса.
27 июня 2006 г. министр проинформировавала парламент о своем решении выдать Айян Хирси Али нидерландский паспорт. По словам Вердонк, Хирси Али представила убедительные доказательства подлинности своего имени, а неправильная дата рождения не имела принципиального значения. На состоявшихся на следующий день парламентских слушаниях премьер-министр Ян Петер Балкененде и Рита Вердонк рассказали депутатам о своих мотивах в принятии нового постановления о деле Хирси Али. В ходе острых дискуссий Балкененде сделал сенсационное признание: Хирси Али получила обратно гражданство в обмен на подписание специального документа, в котором она брала на себя всю ответственность за утаивание своей личной информации. В противном случае, «железная Рита» якобы отказывалась пойти на попятную и пересмотреть собственное ранее принятое решение.
Новость была встречена бурей недовольства со стороны парламентариев. Партия Зелёные Левые вместе с Демократами 66, бывшие партнерами Балкененде по правящей коалиции, вынесли на обсуждение вопрос о доверии кабинету министров. Голосование депутатов о вотуме недоверия не получило достаточной поддержки, однако 29 июня правительство приняло решение о невозможности сохранения прежнего коалиционного соглашения и назначении новых выборов.